# CA-95
CA-95 este un complex antiaerian autopropulsat destinat unităților mobile de apărare antiaeriană ale Forțelor Terestre Române. Rolul acestei arme este neutralizarea avioanelor și elicopterelor care zboară la înălțimi mici prin ochire directă. CA-95 este versiunea autohtonă a sistemului sovietic 9K31 Strela-1. În locul autoblindatului BRDM-2 a fost folosit un vehicul TABC-79, fabricat de industria locală de armament. Varianta modernizată a acestui complex antiaerian, aflată în prezent în dotarea armatei române, este denumită CA-95M.

## Descriere

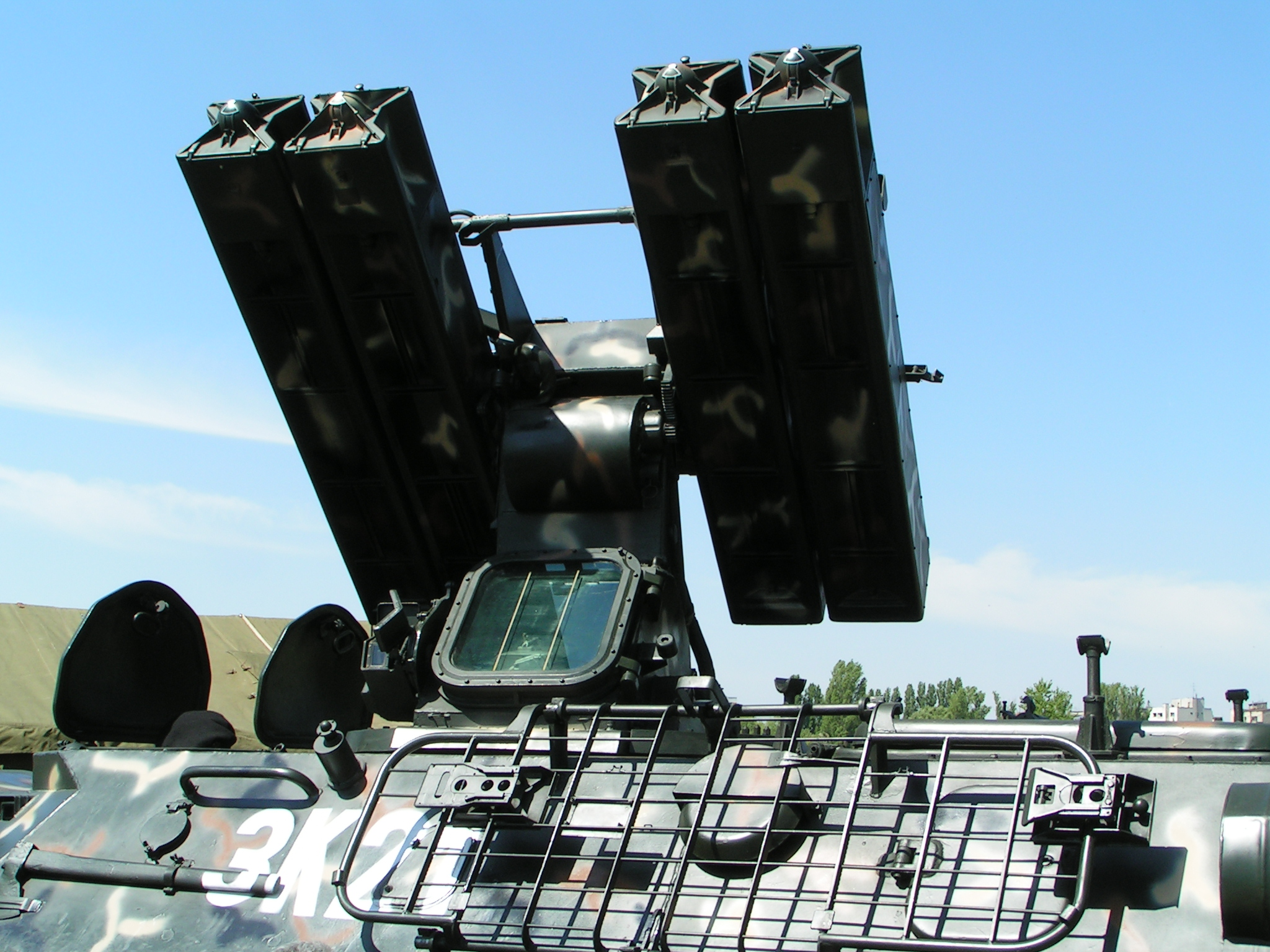
Instalația de lansare cu cele patru rachete antiaeriene A95M-RC.

Complexul antiaerian CA-95M este alcătuit din mașina de luptă ML-A95M și cele patru rachete A95M-RC aflate în două containere. Opțional, producătorul Electromecanica Ploiești oferă și instalația de verificări autopropulsată IV-A95M și instalația de antrenament IA-A95M. Containerele au lungimea de 1844 mm, iar rachetele de 1803 mm. Racheta A95M-RC are calibrul 120 mm, iar greutatea de 30 kilograme (70 de kilograme în containerul de lansare). Propulsia este realizată prin intermediul unui motor rachetă cu combustibil solid, în două trepte. Complexul antiaerian dispune de autodirijare în infraroșu și spectrul vizibil, proporțională pe două canale. Urmărirea țintei este automată. Senzorul infraroșu este răcit prin efectul Peltier. Focosul rachetei este de impact și proximitate. Raza de acțiune a focosului de proximitate este de 2,5 metri. Distanța maximă de lansare este de 4,2 kilometri, iar cea minimă de 800 de metri. Țintele aeriene vizate trebuie să aibă o altitudine de minim 50 de metri și maxim 3500 de metri. Viteza maximă a țintei combătute ("se duce") este de 310 m/s, respectiv 220 m/s ("vine").
Instalația de lansare are încă două rachete de rezervă fixate pe suporți laterali. Vehiculul dispune de blindaj împotriva gloanțelor de calibrul 7,62 mm și împotriva schijelor artileriei. Mașina de luptă ML-A95M are un sistem de protecție NBC și rezistă la o suprapresiune de 0,0015 atmosfere. Instalația de lansare are un unghi de tragere orizontal de 360° și vertical de -5° și +80°. Turela este rotită cu ajutorul electromotoarelor, având o viteză orizontală de 36°/s și verticală de 18°/s. Achiziția țintei poate fi vizuală, în regim autonom, sau automată, în cadrul sistemului antiaerian integrat mixt tunuri/rachete cu radar de cercetare/urmărire SHORAR și unități de conducere a focului "Gun Star Night" (GSN).

## Utilizatori
- România - 40 de unități în dotarea Forțelor Terestre Române.